# You were mine
「You were mine」（ユー・ワー・マイン）は、久保田利伸の5枚目のシングル。1988年2月26日に発売された。発売元はCBS/SONY。

## リリース
1988年2月26日に、CBS/SONYからEP盤と、シングルカセット、8cmCDの3形態でリリースされた。

### 再発盤
2005年8月24日にマキシシングルにて再発売された。

## 記録
自身初のオリコンチャートトップ3入りを果たし、1988年の年間シングルランキングでは10位を記録した。
TBS系音楽番組『ザ・ベストテン』にも初めてランクインしたものの、スタジオ出演は一度も無く、初登場の時は「ライブでの歌唱の模様を収めたVTR」での出演を行なった（初登場の際のサインは行なっている）。日本テレビ系『歌のトップテン』にもランキングされたが、出演しなかった。
同年に行われた『第30回日本レコード大賞』では、金賞を受賞した。

## 収録曲
| #  | タイトル                        | 作詞       | 作曲                 | 編曲                    | 時間 |
| -- | ------------------------------- | ---------- | -------------------- | ----------------------- | ---- |
| 1. | 「You were mine」               | 川村真澄   | 久保田利伸・羽田一郎 | 杉山卓夫                | 4:40 |
| 2. | 「永遠の翼 (HEAVENLY VERSION)」 | 久保田利伸 | 久保田利伸           | 杉山卓夫 & MOTHER EARTH | 4:44 |

## タイアップ
| # | 曲名                            | タイアップ                                              | 出典  |
| - | ------------------------------- | ------------------------------------------------------- | ----- |
| 1 | 「You were mine」               | フジテレビ系ドラマ『君の瞳をタイホする!』テーマ・ソング | [ 4 ] |
| 2 | 「永遠の翼 (HEAVENLY VERSION)」 | '90 JAL国内線キャンペーンCMソング                       |       |